# Ifeoma Onumonu
Ifeoma Chukwufumnay Onumonu (Rancho Cucamonga, 25 febbraio 1994) è una calciatrice statunitense naturalizzata nigeriana, attaccante del Montpellier e della nazionale nigeriana.

## Carriera

### Nazionale
Onumonu ha rappresentato la nazionale statunitense under 23.
Nel 2021 viene convocata dalla Federcalcio nigeriana per vestire la maglia della nazionale femminile, inserita in rosa dal commissario tecnico Thomas Dennerby in occasione dell'amichevole del 17 giugno con gli Stati Uniti all'Q2 Stadium di Austin, Texas, incontro terminato con la vittoria per 2-0 delle padrone di casa, e dove Onumonu debutta rilevando Francisca Ordega al 65'.
Dennerby in seguito continua a concederle fiducia e dopo averla valutata in altre amichevoli, tra le quali quella del 12 aprile 2022 dove segna la sua prima rete aprendo le marcature nel 2-2 con il Canada, viene inserita nella lista delle 26 calciatrici che affrontano la Coppa d'Africa di Marocco 2022 annunciata il 25 giugno.

## Statistiche

### Presenze e reti nei club
| Stagione            | Squadra             | Campionato          | Campionato | Campionato | Coppe nazionali | Coppe nazionali | Coppe nazionali | Coppe continentali | Coppe continentali | Coppe continentali | Altre coppe | Altre coppe | Altre coppe | Totale | Totale |
| Stagione            | Squadra             | Comp                | Pres       | Reti       | Comp            | Pres            | Reti            | Comp               | Pres               | Reti               | Comp        | Pres        | Reti        | Pres   | Reti   |
| ------------------- | ------------------- | ------------------- | ---------- | ---------- | --------------- | --------------- | --------------- | ------------------ | ------------------ | ------------------ | ----------- | ----------- | ----------- | ------ | ------ |
| 2017                | Boston Breakers     | NWSL                | 18         | 0          | -               | -               | -               | -                  | -                  | -                  | -           | -           | -           | 18     | 0      |
| 2018                | Portland Thorns     | NWSL                | 8          | 0          | -               | -               | -               | -                  | -                  | -                  | -           | -           | -           | 8      | 0      |
| 2019                | Reign               | NWSL                | 20         | 2          | -               | -               | -               | -                  | -                  | -                  | -           | -           | -           | 20     | 2      |
| 2020                | Sky Blue            | NWSL                | 4          | 3          | CC              | 6               | 0               | -                  | -                  | -                  | -           | -           | -           | 10     | 3      |
| 2021                | NJ/NY Gotham        | NWSL                | 25         | 8          | CC              | 5               | 0               | -                  | -                  | -                  | -           | -           | -           | 30     | 8      |
| 2022                | NJ/NY Gotham        | NWSL                | 16         | 2          | CC              | 5               | 1               | -                  | -                  | -                  | -           | -           | -           | 21     | 3      |
| 2023                | NJ/NY Gotham        | NWSL                | 14         | 0          | CC              | 2               | 0               | -                  | -                  | -                  | -           | -           | -           | 16     | 0      |
| Totale NJ/NY Gotham | Totale NJ/NY Gotham | Totale NJ/NY Gotham | 55         | 10         | -               | 12              | 1               | -                  | -                  | -                  | -           | -           | -           | 67     | 11     |
| gen.-giu. 2024      | Utah Royals         | NWSL                | 5          | 0          | -               | -               | -               | -                  | -                  | -                  | -           | -           | -           | 21     | 8      |
| 2024-2025           | Montpellier         | PL                  | 19         | 7          | CF              | 2               | 1               | -                  | -                  | -                  | -           | -           | -           | 21     | 8      |
| Totale carriera     | Totale carriera     | Totale carriera     | 129        | 22         | -               | 20              | 2               | -                  | -                  | -                  | -           | -           | -           | 149    | 24     |